# Sân vận động Victoria, Gibraltar
Sân vận động Victoria (tiếng Anh: Victoria Stadium) là một sân vận động đa năng ở Gibraltar. Sân hiện được sử dụng chủ yếu cho các trận đấu bóng đá, nhưng cũng là nơi tổ chức Lễ hội âm nhạc Gibraltar hàng năm. Sân nằm gần Sân bay Gibraltar ngay gần Đại lộ Winston Churchill. Sân được đặt theo tên vợ của John Mackintosh, một nhà từ thiện người Gibraltar.
Bất chấp kế hoạch ban đầu là thay thế sân vận động vào những năm 2010, Hiệp hội bóng đá Gibraltar đã mua sân vận động từ Chính phủ Gibraltar vào tháng 4 năm 2017 để sử dụng và cải tạo sân.

## Lịch sử

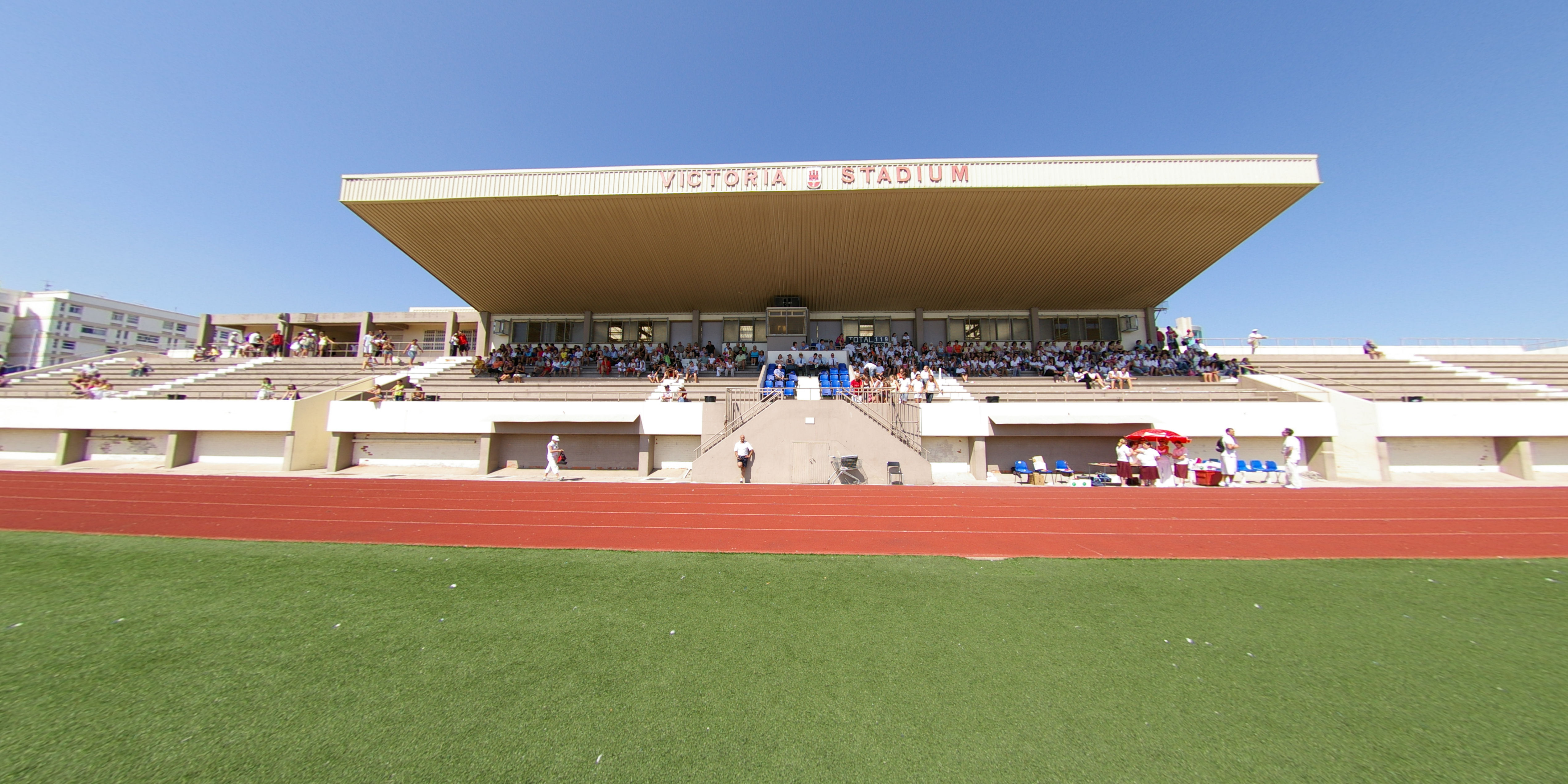
Quang cảnh khán đài phía Tây của Sân vận động Victoria

Sân vận động Victoria được xây dựng ở chân núi Gibraltar và bên cạnh Sân bay Gibraltar ở Quận Bắc. Sân được khai trương lần đầu tiên vào năm 1926 như một sân thể thao quân sự của Anh. Năm 1970, sân vận động được các Kỹ sư Hoàng gia xây dựng lại như một sân thể thao để sử dụng cho cả lực lượng quân sự và dân thường của Gibraltar. Năm 1991, Chính phủ Gibraltar tài trợ cho việc cải tạo sân và đường chạy điền kinh của Sân vận động Victoria.
Việc xây dựng sân vận động đã gây tranh cãi vì sân được xây dựng trên eo đất tranh chấp giữa Gibraltar và Tây Ban Nha. Khi Hiệp hội bóng đá Gibraltar nộp đơn xin gia nhập UEFA vào năm 2007, sự phản đối do Tây Ban Nha đứng đầu đã khiến các quan chức FIFA phải xem xét nội dung của Hiệp ước Utrecht nhượng Gibraltar cho Vương quốc Anh năm 1713. Trong đó, họ cho rằng đã có lỗ hổng trong hiệp ước mà họ tuyên bố đã vi phạm quy định của FIFA trong đó sân vận động quốc gia phải được xây dựng trên đất không thể tranh cãi. Vì Sân vận động Victoria được xây dựng trên eo đất không được đề cập trong Hiệp ước Utrecht nhưng được nhượng lại sau đó và sự thật này đã được các thành viên UEFA chỉ ra, đơn đăng ký của Gibraltar đã bị các hiệp hội thành viên của UEFA bỏ phiếu từ chối. Chỉ các Home Nations của Anh, Wales và Scotland đã bỏ phiếu ủng hộ họ gia nhập.

## Bóng đá

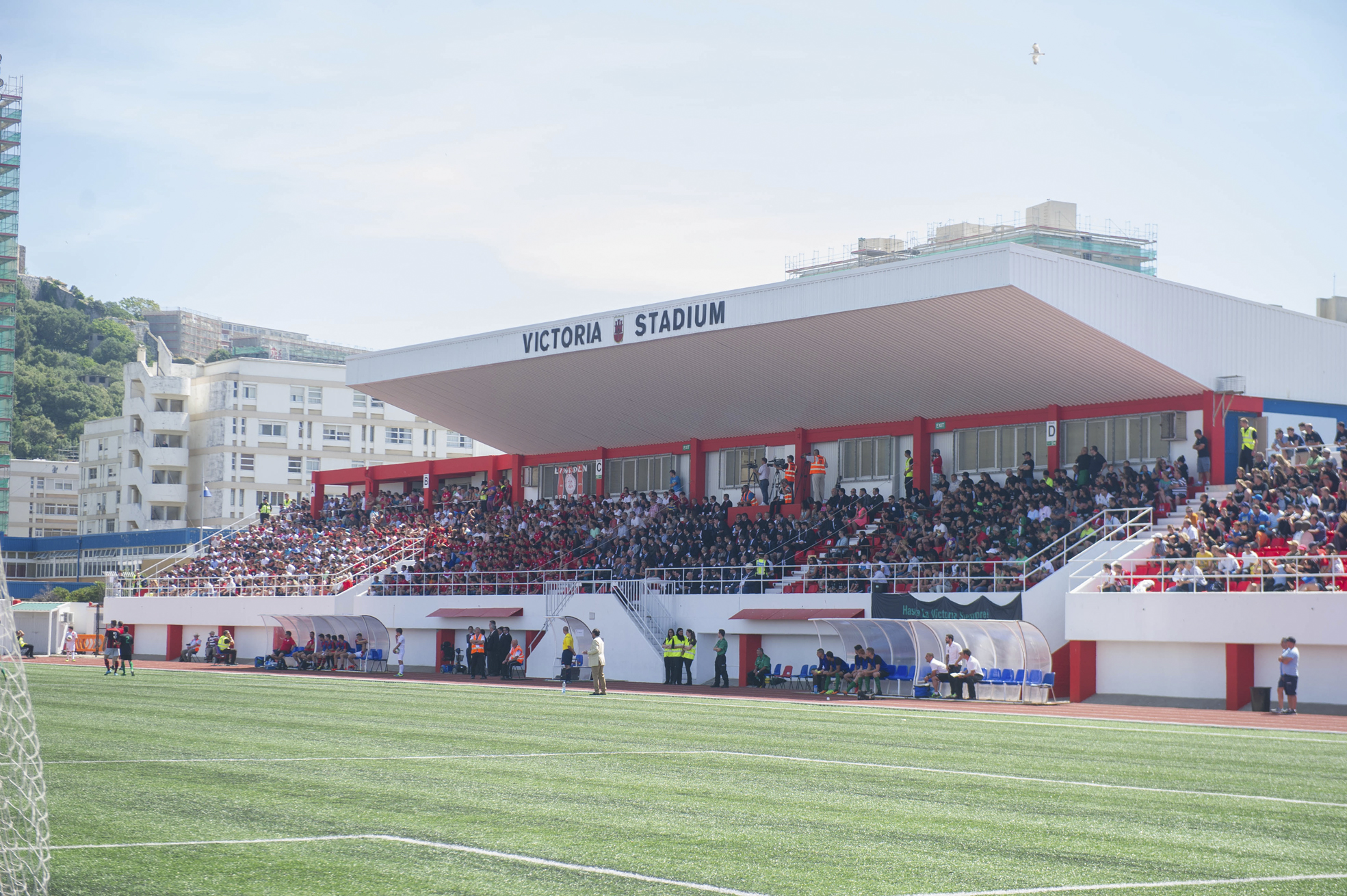
Sân vận động Victoria trong trận chung kết Rock Cup 2014

Sân vận động Victoria chủ yếu được sử dụng cho các trận đấu bóng đá. Tất cả các câu lạc bộ trong Giải bóng đá vô địch quốc gia Gibraltar đều chơi các trận đấu của họ tại Sân vận động Victoria. Vì vậy, sân cũng được sử dụng để tổ chức trận chung kết của Rock Cup. Trước khi trở thành thành viên của FIFA, sân đã được sử dụng làm sân nhà của đội tuyển bóng đá quốc gia Gibraltar cho các trận đấu quốc tế không chính thức.
Sau khi Hiệp hội bóng đá Gibraltar công nhận là thành viên đầy đủ của UEFA vào tháng 5 năm 2013, UEFA đã phủ quyết việc Gibraltar sử dụng Sân vận động Victoria làm sân nhà vì sân không đáp ứng các tiêu chuẩn của UEFA và do Chính phủ Gibraltar sở hữu nó. Kết quả của việc thiếu quyền sở hữu này, Hiệp hội bóng đá Gibraltar đã không có quyền cải tạo sân. Điều này là do Sân vận động Victoria không đáp ứng các tiêu chuẩn của UEFA cho các trận đấu quốc tế, có nghĩa là đội tuyển bóng đá quốc gia Gibraltar có nghĩa vụ phải chơi các trận đấu "sân nhà" của họ trong các giải đấu vòng loại UEFA và FIFA tại Sân vận động Algarve ở Faro, Bồ Đào Nha. được phép tổ chức các trận giao hữu ở đó. Chính phủ Gibraltar và Thủ hiến Gibraltar Fabian Picardo tuyên bố rằng họ sẽ không chi tiền đóng thuế của Gibraltar để cải tạo sân vận động mà không có sự chấp thuận của UEFA với tuyên bố "Đó sẽ là món hời tồi tệ nhất có thể đối với người dân Gibraltar để đã theo đuổi cách tiếp cận của GSD trong việc đưa tiền của người đóng thuế vào Victoria trái với mong muốn của UEFA vào thời điểm đó".
Sân vận động Victoria đã đáp ứng các tiêu chí của UEFA với tư cách là Sân vận động xếp loại 2 cho các trận đấu câu lạc bộ liên lục địa của UEFA như các trận đấu UEFA Champions League với một ví dụ về điều này là khi Lincoln Red Imps sử dụng sân để tổ chức trận đấu UEFA Champions League 2016-17 của họ với Celtic của Scotland. Tuy nhiên, vào năm 2017, UEFA tuyên bố rằng Sân vận động Victoria không thể được sử dụng cho tất cả các đại diện của Gibraltar tại UEFA Champions League và UEFA Europa League trong mùa giải 2017-18. Điều này là do sự gia tăng số lượng đại diện của Gibraltar trong các giải đấu và do không đạt yêu cầu kiểm tra sân của UEFA.
Hiệp hội bóng đá Gibraltar đề xuất xây dựng Sân vận động Europa Point để thay thế Sân vận động Victoria làm sân vận động quốc gia của Gibraltar. Do vấp phải sự phản đối, kế hoạch xây dựng Sân vận động Europa Point đã bị chính quyền địa phương Gibraltar loại bỏ. Một kế hoạch thay thế cho việc thay thế Sân vận động Victoria đã được đưa ra để xây dựng một sân vận động mới tại Lathbury Barracks, tuy nhiên Hiệp hội Lịch sử tự nhiên và động vật học Gibraltar phản đối điều này với lý do Bộ Quốc phòng sẽ phải nhường đất đã được chỉ định bởi Chỉ thị về môi trường sống của Liên minh châu Âu như một Khu vực bảo tồn đặc biệt cho địa điểm được đề xuất. Vào tháng 4 năm 2017, Hiệp hội bóng đá Gibraltar thông báo mua sân vận động này để tái phát triển sân thành sân vận động hạng 4 của UEFA với chi phí 16,5 triệu bảng do UEFA và FIFA trao cho GFA. Các địa điểm sân vận động mới được đề xuất tại Lathbury và Europa Point sẽ được Chính phủ Gibraltar phát triển thành các cơ sở thể thao đa năng. GFA thông báo họ sẽ đầu tư 15 triệu bảng vào sân vận động sau khi mua sân nhờ các khoản tài trợ từ UEFA và FIFA. Do việc GFA mua Sân vận động Victoria, UEFA đã từ bỏ phản đối của họ đối với việc sân vận động cung cấp các công trình, mở rộng sức chứa sân vận động lên 8.000 người vào năm 2018, sau đó họ sẽ được phép sử dụng sân vận động này cho các trận đấu trên sân nhà trong các trận đấu quốc tế được UEFA cho phép. Vào tháng 1 năm 2018, có thông báo rằng do Lễ hội âm nhạc Gibraltar được tổ chức tại sân vận động vào năm đó, các trận bóng đá vào tháng 8 và tháng 9 sẽ được chơi tại Lathbury Barracks.

## Các môn thể thao khác
Sân vận động cũng đã tổ chức các trận đấu cricket kể từ năm 1993. Sân vận động Victoria tổ chức trận đấu cricket đầu tiên khi Marylebone Cricket Club đến Gibraltar vào năm 1993 giữa Gibraltar và MCC. Sân cũng đã được sử dụng bởi đội tuyển rugby union quốc gia Gibraltar. Sân vận động Victoria có một đường chạy điền kinh sáu làn 400 mét đạt tiêu chuẩn Olympic bao quanh sân và được sử dụng để tổ chức các giải đấu điền kinh. Vào năm 2019, sau khi tái phát triển, Sân vận động Victoria sẽ được sử dụng làm sân vận động chính khi Gibraltar tổ chức Đại hội Thể thao Liên đảo 2019. Kể từ năm 2013, sân vận động đã tổ chức giải Gibraltar Darts Trophy hàng năm như một phần của chuyến lưu diễn châu Âu của PDC.